# 69 Pułk Zmechanizowany
69 Pułk Zmechanizowany (69 pz) – oddział wojsk zmechanizowanych i pancernych Sił Zbrojnych PRL.

## Formowanie i zmiany organizacyjne
17 maja 1951 Minister Obrony Narodowej wydał rozkaz o sformowaniu pułku, w terminie do 1 grudnia 1952, w garnizonie Słubice, w składzie 19 Dywizji Zmechanizowanej. 18 października tego roku nakazano przenieść miejsce formowania i miejsce stałej dyslokacji do Kostrzyna nad Odrą (w Słubicach formował się 23 pułk czołgów średnich). W grudniu 1952 roku jednostka otrzymała etat Nr 5/105 pułku zmechanizowanego.
Do 20 grudnia 1955 oddział przeformowany został w 69 pułk czołgów średnich. Zmiana etatu związana była z przeformowaniem 19 DZ w 19 Dywizję Pancerną. Do 15 sierpnia 1957 jednostka została rozformowana.

## Struktura organizacyjna
- Dowództwo
- Sztab
- 3 bataliony piechoty zmotoryzowanej[3]
  - 2 kompanie piechoty zmotoryzowanej
    - 2 plutony piechoty zmotoryzowanej

  - kompania ciężkich karabinów maszynowych
    - 2 plutony ciężkich karabinów maszynowych

  - kompania moździerzy
    - 2 plutony moździerzy

  - pluton armat – 2 armaty ZiS-2[4]
  - pluton łączności
  - drużyna naprawcza
- batalion czołgów[5]- 23 czołgi T-34[4]
  - 2 kompanie czołgów
  - drużyna techniczna
- dywizjon artylerii - 12 armat ZiS-3[4]
- batalion szkolny
- bateria moździerzy - 6 moździerzy 120 mm[4]
- kompania rozpoznawcza
  - pluton zwiadu
  - pluton samochodów pancernych - 5 BA-64[4]
  - pluton motocykli i samochodów pancernych
- kompania saperów
- kompania łączności
- kompania technicznego zaopatrzenia
- pluton obrony przeciwchemicznej
- kwatermistrzostwo
- izba chorych

Sprzęt bojowy pułku stanowiło faktycznie 10 czołgów średnich T-34/85 i 5 samochodów pancernych BA-64. Uzbrojeniu artyleryjskie to: 14 armat, 14 moździerzy i 3 ciężkie granatniki przeciwpancerne T-21.

## Żołnierze pułku
Dowódcy pułku

- Kazimierz Makarewicz - (1953-1955)
- mjr Tadeusz Krosny (był w 1956)[6]

Oficerowie:
- Kazimierz Bogdanowicz